# Acetylcholin

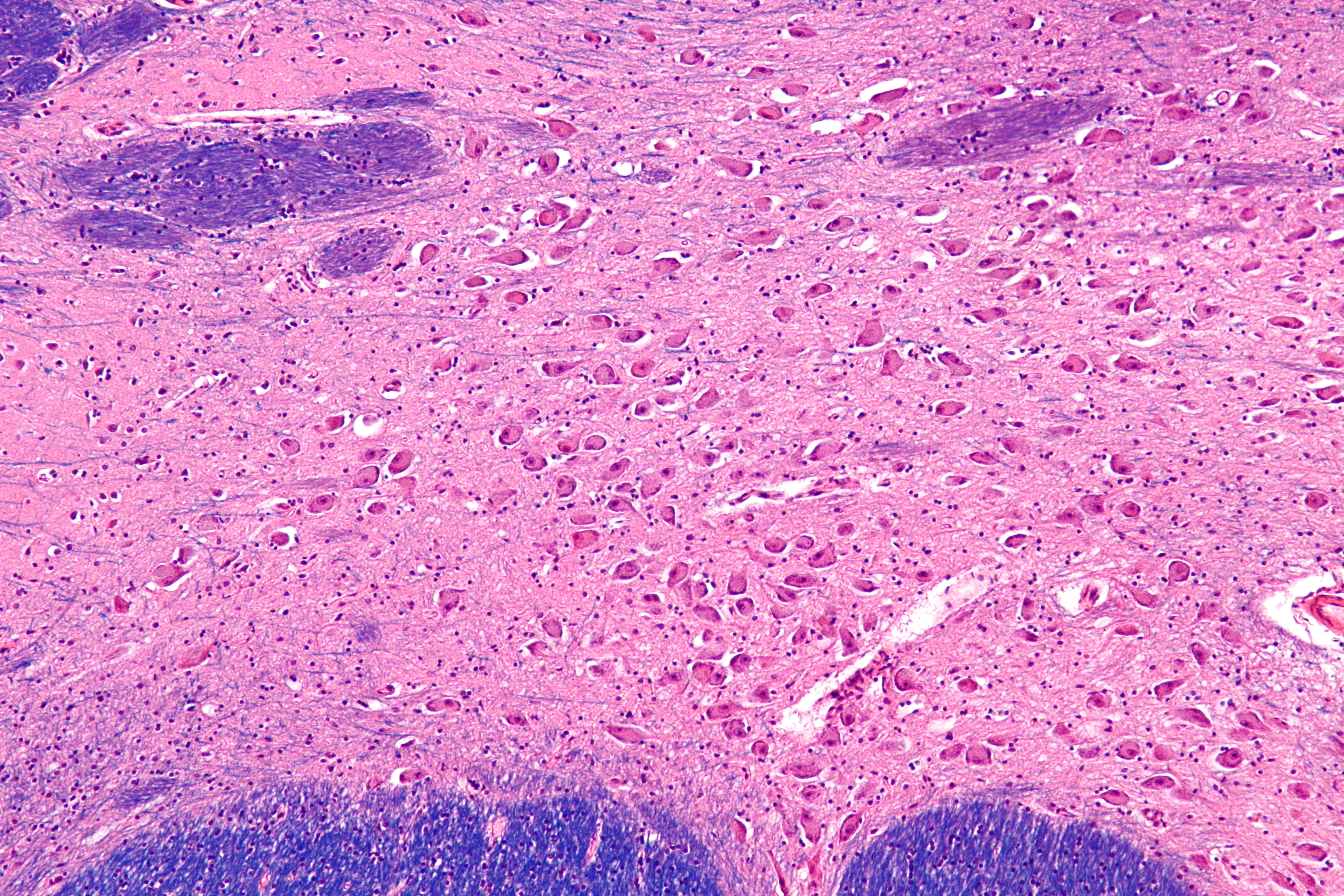
Mozkové jádro nucleus basalis produkuje acetylcholin

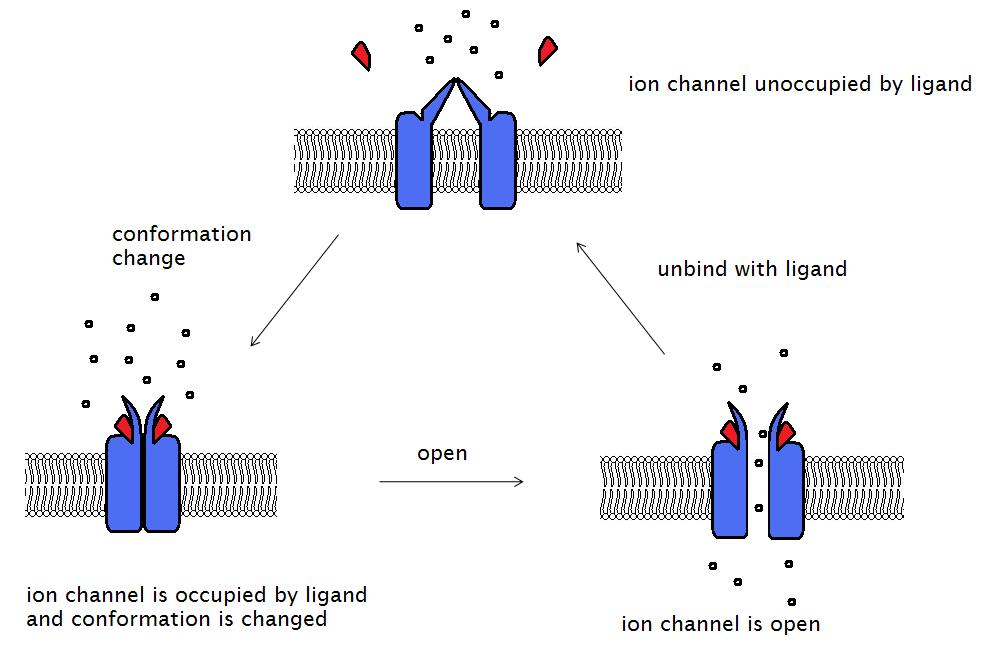
Princip funkce acetylcholinu na acetylcholinovém receptoru typu iontového kanálu

Acetylcholin (ACh) je ester kyseliny octové s cholinem, který se váže na acetylcholinový receptor a funguje jako neurotransmiter u mnoha živočichů včetně člověka. Často zprostředkovává přenos vzruchu v centrální i periferní nervové soustavě.

## Funkce
V rámci periferní nervové soustavy je jedním z mnoha neurotransmiterů ve vegetativním systému a jediným neurotransmiterem v somatickém systému. ACh přenáší vzruchy mezi presynaptickými vlákny sympatiku a parasympatiku a postsynaptickými vlákny parasympatiku. Kalcium-dependentní uvolnění presynaptického acetylcholinu aktivuje nikotinové receptory (NAChR), tím je membrána permeabilní pro sodík i draslík a výsledný proud procházející kanálem závislý na elektrochemickém gradientu obou iontů při daném membránovém potenciálu. Podjednotkové složení: (α1)2βδ a pátou podjednotkou ε nebo γ. Následný excitační postsynaptický potenciál (end-plate potential) má vysokou amplitudu (až 70 mv, pro srovnání EPSP v neuronech < 1 mV). EPSP vede k aktivaci napěťově řízených Na+ kanálů a generování akčního potenciálu, který je dále propagován membránou myocytu (sarcolemma) a AP aktivuje napěťově řízené vápníkové kanály (L-type, dihydropydinové) v sarkolemmě, Ca2+ aktivuje ryanodinové receptory a dojde k dalšímu uvolněné kalcia ze sarkoplasmatického retikula přes troponin-C aktivuje aktin-troponin-tropomyosinový komplex a nakonec ACh rychle hydrolyzován AChE.
V centrální nervové soustavě acetylcholin ovládá vylučování mnoha dalších neurotransmiterů (glutamát, glycin, dopamin). Má tedy mezi neuropřenašeči poměrně výlučnou roli a porucha acetylcholinových drah v mozku může vést až k rozpadu osobnosti, konkrétně způsobuje např. Alzheimerovu chorobu.Cholinergní transmise má v mozku obecně vliv zejména na kognitivní funkce (paměť, pozornost) Inhibitory AChE (donepezil, rivastigmin a galantamin ) jsou nejvýznamnějšími léky alespoň parciálně a přechodně zpomalující průběh onemocnění.
Abúzus nikotinu je hedónický (slastný) efekt mediován aktivací nikotinových receptorů ve ventrální tegmentální oblasti (VTA), Vareniclin je agonista α7 a parciální agonista α4β2 využívaný při odvykání kouření.
U Parkinsonovy choroby anticholinergika (e.g. biperiden) se používají ke snížení relativní převahy cholinergní kotransmise ve striatu, cholinergní interneurony striata ovlivňují aktivitu MSN (medium spiny neurons, výstupní neurony striata). U psychofarmakologie je anticholinergní (parasympatolytická) aktivita je podkladem nežádoucích účinků řady psychofarmak (tricyklická antidepresiva, klasická antipsychotika), centrálně je důsledkem zmatenost a kognitivní změny, periferně sucho v ústech, zrychlení srdeční frekvence (tachykardie), mydriáza (rozšíření zornic), rozmazané vidění, potlačení aktivity GIT, parasympatolytické účinky (přímé nebo relativní převahou sympatiku) též u řady drog (halucinogeny, stimulanty).
Kromě CNS a nervosvalové ploténky je acetylcholin ještě transmiterem ve vegetativním systému, tj. v parasympatiku, kde preganglionová působící přes nikotinové receptory) i postganglionová část (via muskarinové receptory) a v sympatik, kde preganglionová část působí na nikotinové receptory).
Zajímavou a nebezpečnou roli má acetylcholin ve střevě, kde existují speciální acetylcholinové receptory, jež podporují buněčný růst (což může vést v patologických případech až k rakovinnému bujení).

## Syntéza a skladování
Acetylcholin je syntetizován v cytoplazmě neuronů z acetyl-CoA a cholinu. Syntéza probíhá za účasti acetylcholintransferázy, přísně specifickým enzymem. ACh je skladován v synaptických váčcích nervových buněk, pouze malá část je skladována mimo tyto váčky. Tyto váčky vznikají vychlípením presynaptické membrány synapsí. Množství ACh, které je v jednom neuronu skladováno, značně kolísá od 1 000 do 300 000 molekul.[zdroj?] Cholinergní struktury mozku jsou nucleus basalis (Meynerti), septální jádra, pedunkulopontinní a laterodorsální tegmentum.

## Uvolňování a působení
Pokud je neuron podrážděn akčním potenciálem, dochází k uvolnění ACh do synaptické štěrbiny. Akční potenciál iniciuje vstup vápenatých iontů do nervového zakončení.
ACh působí na několik typů tzv. acetylcholinových receptorů. Tyto receptory se dělí na dvě velké skupiny:
- muskarinový acetylcholinový receptor – jsou to receptory spřažené s G proteinem
- nikotinový acetylcholinový receptor – jsou to ligandem řízené iontové kanály